# Ваутерсвауде
Ваутерсвауде (нід. Wouterswoude, фриз. Wâlterswâld) — село в нідерландській провінції Фрисландія. Входить до муніципалітету Дантюмадел. Його населення станом на 2017 рік складало 920 осіб.